# Hypodessus
Hypodessus là một chi bọ cánh cứng trong họ Dytiscidae.
Chi này được Guignot miêu tả khoa học năm 1939.

## Các loài
Các loài trong chi này gồm:
- Hypodessus cruciatus (Régimbart, 1903)
- Hypodessus crucifer Guignot, 1939
- Hypodessus curvilineatus (Zimmermann, 1921)
- Hypodessus dasythrix Guignot, 1954
- Hypodessus frustrator Spangler, 1966
- Hypodessus titschacki (Gschwendtner, 1954)